# Flay
Flayslane Raiane Pereira da Silva (Nova Floresta, 19 de outubro de 1994), mais conhecida como Flayslane ou simplesmente Flay, é uma cantora, compositora, roteirista, influenciadora digital e empresária brasileira.

## Biografia
Flay nasceu no dia 19 de outubro de 1994 em Nova Floresta, na Paraíba. Aos 13 anos, começou a trabalhar com música e, logo depois, aos 18 anos de idade, saiu de casa para focar na carreira artística. Tem um filho, Bernardo, nascido em dezembro de 2017. É dona de uma marca de biquínis, projeto esse que nasceu após sua gravidez, o que fez com que, nesse meio tempo, sua carreira musical fosse interrompida momentaneamente para focar primordialmente na gravidez.

## Carreira

### 2008–2019: Início da carreira eLane & Mara
Com 13 anos, Flay começou a trabalhar com a música. Durante a adolescência, no estado da Paraíba, a cantora ficou conhecida pelo público forrozeiro pelo nome artístico Flaay Pink. Em 2011, com 17 anos, cantou ao lado do grupo Forró Safado. No mesmo ano, entrou para o grupo Forró da Burguesinha, onde ficou até fevereiro de 2012, quando foi contratada pelo renomado Ferro na Boneca. Já com maior reconhecimento profissional, Flay seguiu para o grupo Forró de Griff e conheceu Mara Araújo, que, posteriormente, iria se tornar sua dupla no sertanejo. As duas foram apresentadas pelo empresário Luciano Maia como vocalistas da banda, onde Flay permaneceu até 2014.
Pouco tempo depois, Flay participou do projeto Rainhas da Balada, um grupo com inúmeras vocalistas. Nele, encontrou Mara novamente e ficou até 2015, ainda como Flaay Pink. Em 2018, as duas lançaram juntas o EP Trago Verdades e o disco promocional Desce Mais Uma. O projeto marcou a volta de Flay à carreira musical após o nascimento do filho, dessa vez apostando na sofrência. Na onda do feminejo, as duas conquistaram o apoio de artistas como Wesley Safadão, Léo Santana e a dupla Maiara & Maraisa.

### 2020-22:Big Brother Brasile início da carreira solo
Em 2020, participou da vigésima temporada do reality show Big Brother Brasil, como uma das integrantes do grupo Pipoca, sendo a 13ª eliminada com 63% dos votos em um paredão contra Babu Santana e Thelma Assis . Após sair do BBB, a dupla Lane & Mara chegou ao fim e Flay fez sua estreia em carreira solo em junho de 2020, participando da canção "Beat Gostosinho", da DJ Bárbara Labres. Em julho, a artista participou do single "Quadrilha das Bandidas", do DJ Zullu. No mês seguinte, lançou o single "Saudades Né Minha Filha" com o cantor Jerry Smith, sendo esse o seu primeiro trabalho solo como artista principal. Em setembro, realizou o evento virtual Pink Party, que contou com as participações dos cantores colombianos Camilo e Farina. Em outubro, fez a estreia de sua carreira internacional com participação no programa mexicano 5OLOELLAS — que já recebeu nomes como Anitta, Tini e Sofía Reyes — e no colombiano Lo Se Todo Colombia. Em dezembro, a cantora lançou a canção "Dois Vagabundos", em parceria com o cantor e ator Lucas Lucco.
Em 11 de março de 2021, Flay lançou o primeiro single solo de sua carreira, intitulado "Osmar". Ela criou o roteiro e assinou a co-direção do vídeo. A gravação aconteceu em Penedo, Alagoas, e contou com participações de várias celebridades nordestinas, como Rita Cadillac, Carlinhos Maia, Thayse Teixeira, Camilla Uckers, João Quirino e Tiago Dionísio. No dia 28 de maio de 2021, lançou seu quinto single como artista principal, intitulado "Coração em Stand By", numa parceria com Eric Land e Menor Nico. Em 10 de setembro de 2021, Flay deu inicio a seu projeto de carreira internacional com o lançamento do single "Céu Azul", uma parceria com Ferrugem e com a cantora mexicana Dulce María, conhecida mundialmente por participar do grupo RBD e dona de uma das carreiras mais rentáveis do México. A canção traz uma mistura de pagode com piseiro, um dos ritmos mais consumidos no Nordeste do Brasil. A música conta com trechos em espanhol, cantados por Dulce. Além disso, os três cantores dividem vocais cantando em português, inglês e francês. Ainda em 2021, participou dos singles "Caixinha VS Bunda", de Márcia Fellipe, e "Sentada da Deusa", do cantor Luan Estilizado.

### 2023-presente:The Masked Singer BrasileImperfeita
Em 2023, foi campeã da terceira temporada do reality show The Masked Singer Brasil, da TV Globo, onde se apresentou fantasiada como DJ Vitória-Régia. A cantora  levou o prêmio após uma disputa acirrada contra a atriz Larissa Luz e o rapper Xamã. No programa interpretou canções como "Something's Got a Hold on Me", "Sentou e Gostou", "Disk Me", "Ex Mai Love", "BONEKINHA", "My Heart Will Go On", "Rise Up" e "I Wanna Dance With Somebody".

## Filmografia

### Televisão
| Ano  | Título                   | Papel                    | Notas        | Ref.   |
| ---- | ------------------------ | ------------------------ | ------------ | ------ |
| 2020 | Big Brother Brasil       | Participante (8º lugar)  | Temporada 20 | [ 34 ] |
| 2022 | Cozinhe se Puder         | Participante             | Temporada 2  |        |
| 2023 | The Masked Singer Brasil | Participante (Vencedora) | Temporada 3  | [ 35 ] |

## Discografia

### Álbuns de estúdio
- Imperfeita (2023)

### Singles

#### Como artista principal
| 2020                                                                           | "Saudades Né Minha Filha" | — |  | Adicionado à nenhum álbum |
| 2020                                                                           | "Dois Vagabundos"         | — |  | Adicionado à nenhum álbum |
| 2021                                                                           | "Osmar"                   | — |  | Adicionado à nenhum álbum |
| 2021                                                                           | "Coração em Stand By"     | — |  | Adicionado à nenhum álbum |
| 2021                                                                           | "Céu Azul"                | — |  | Adicionado à nenhum álbum |
| 2022                                                                           | "Soca, Bate, Kika"        | — |  | Adicionado à nenhum álbum |
| 2023                                                                           | "Imperfeita"              | — |  | Imperfeita                |
| "—" denota canções que não entraram nas paradas ou não foram lançadas no país. |                           |   |  |                           |

## Videografia

### Como artista principal
| Ano  | Título                                                    | Diretor(es)     |
| ---- | --------------------------------------------------------- | --------------- |
| 2020 | "Saudades, Né Minha Filha" (Flay feat. Jerry Smith)       | Rafael Carvalho |
| 2020 | "Dois Vagabundos" (Flay feat. Lucas Lucco)                | Rafael Carvalho |
| 2021 | "Osmar"                                                   | Gian Sales      |
| 2021 | "Coração em Stand By" (Flay feat. Eric Land e Menor Nico) | Will Santos     |
| 2023 | "IMPERFEITA"                                              | Gabriel Martins |
| 2023 | "Primeiro Amor"                                           | Gabriel Martins |
| 2023 | "Eu Era Só Uma Menina"                                    | Gabriel Martins |
| 2023 | "Outro Cara 1"                                            | Gabriel Martins |
| 2023 | "Outro Cara 2"                                            | Gabriel Martins |
| 2023 | "Só O Amor Pode Ferir Assim"                              | Gabriel Martins |
| 2023 | "Mi Culo Es Malo"                                         | Gabriel Martins |
| 2023 | "Se eu fosse você"                                        | Gabriel Martins |
| 2023 | "I Need You Here"                                         | Gabriel Martins |
| 2023 | "Amuleto"                                                 | Gabriel Martins |
| 2023 | "Fria"                                                    | Gabriel Martins |

### Como artista convidada
| Ano  | Título                                                  | Diretor(es)              |
| ---- | ------------------------------------------------------- | ------------------------ |
| 2020 | "Beat Gostosinho" (Bárbara Labres feat. Flay)           | Umberto Tavares          |
| 2021 | "Zero Defeito" (João Gabriel feat. Flay)                | Rafael Terra Will Santos |
| 2021 | "Eu Não Sou Pra Namorar" (MC Mari feat. Flay)           | -                        |
| 2021 | "Hoje Tem Festinha" (MC Jacaré feat. Flay e Jeninho)    | -                        |
| 2021 | "Ela Sofre Diferente" (João Bosco e Gabriel feat. Flay) | -                        |

## Prêmios e indicações
| Ano  | Título                  | Categoria                    | Indicação                                     | Resultado         |
| ---- | ----------------------- | ---------------------------- | --------------------------------------------- | ----------------- |
| 2020 | Prêmio Jovem Brasileiro | Melhor Feat                  | "Beat Gostosinho" (Bárbara Labres part. Flay) | Indicada (Top 10) |
| 2020 | Break Tudo Awards       | Revelação Nacional           | Ela mesma                                     | Indicada          |
| 2021 | Break Tudo Awards       | Artista em Ascensão Nacional | Ela mesma                                     | Indicada          |